# Pēteris Stučka
Pēteris Stučka (russisch Пётр Иванович (Янович) Стучка, Peter Stutschka, auch Pjotr Iwanowitsch Stutschka) (* 14. Julijul. / 26. Juli 1865greg. Pakuli; † 25. Januar 1932 Moskau) war ein lettischer Rechtsanwalt und Politiker. Er war 1919 zwischenzeitlich Ministerpräsident des kommunistischen Teils Lettlands und von 1923 bis 1932 erster Volkskommissar der Justiz der UdSSR.

## Leben

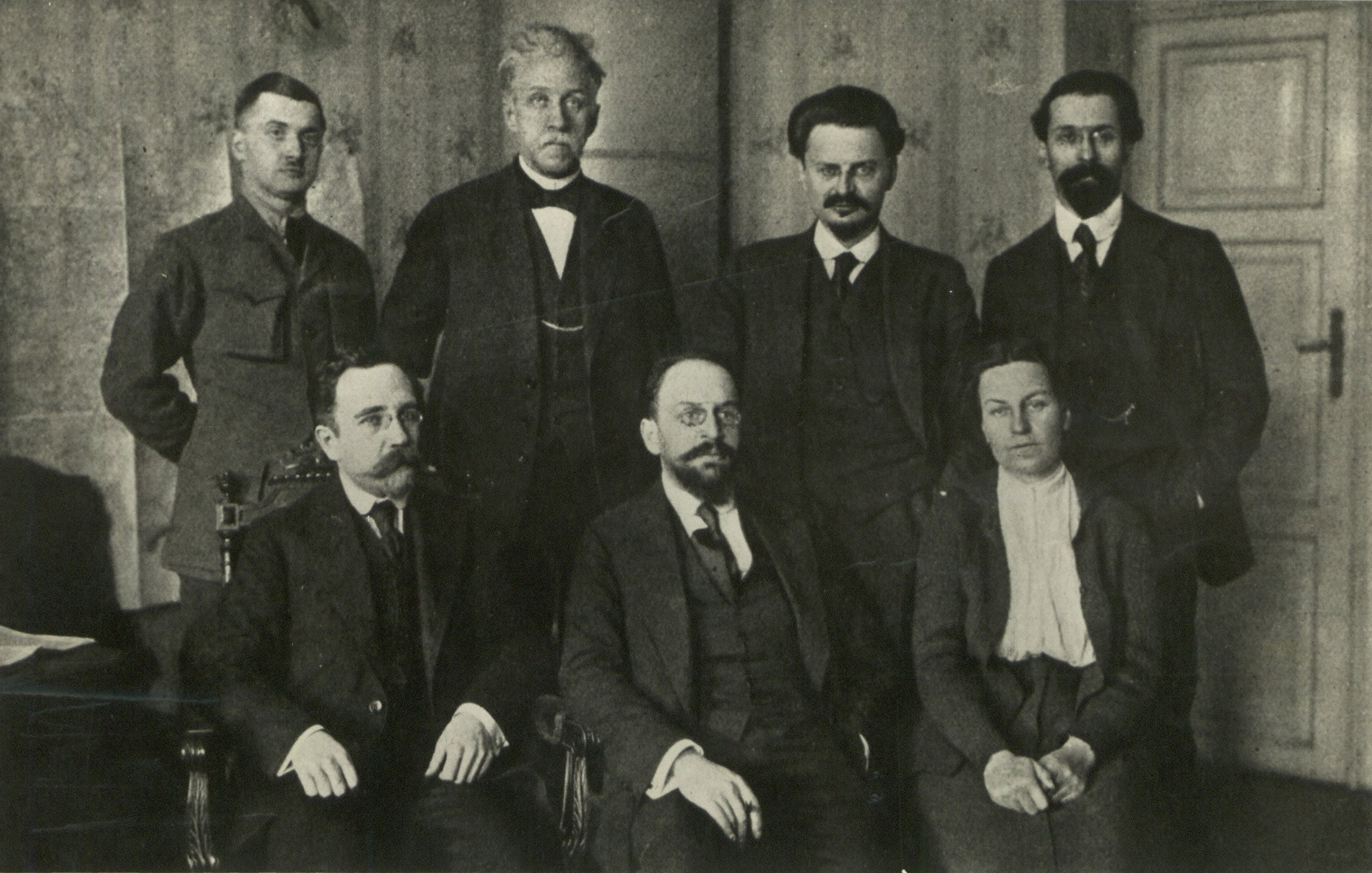
Stučka (hinten, 2. von links) bei den Verhandlungen zum Frieden von Brest-Litowsk

Pēteris Stučka wurde am 14. Juli 1865 als Sohn eines Lehrers auf dem Gut Pakuli in der Gemeinde Koknese (deutsch: Kokenhusen) unweit der jetzigen Stadt Aizkraukle (deutsch: Ascheraden) im damaligen Livländischen Gouvernement geboren.
Nachdem Stučka 1884 das Gymnasium abgeschlossen hatte, studierte er an der juristischen Fakultät an der Sankt Petersburger Universität. Während dieser Zeit wurde er mit revolutionärem Gedankengut konfrontiert und begann illegale Literatur zu lesen.
Nach Abschluss des Studiums im Jahre 1888 leitete Stučka ab dem 18. Oktober bis zu seiner Verhaftung im Jahre 1897 gemeinsam mit dem lettischen Dichter Rainis (Jānis Pliekšāns) die Herausgabe des lettischen Tagblattes (lett.: Dienas lapa). Er war mit Dora Pliekšāne verheiratet, der Schwester von Rainis.
Stučka arbeitete nach seinem Universitätsabschluss als Anwalt und entwickelte sich zu einem aktiven Anführer der lettischen Intelligenz.
Ab 1895 engagierte Stučka sich in der sozialdemokratischen Bewegung, die sich „Neue Strömung“ (lett.: jaunstrāvnieki) nannte. Wegen seiner aktiven Tätigkeit für die revolutionären Ideen wurde Stučka 1897 verhaftet und für fünf Jahre in die Verbannung ins Gouvernement von Wjatka geschickt.
Nach der Rückkehr aus der Verbannung führte er seine Anwaltskanzlei weiter. 1904 wurde er Mitglied des Zentralkomitees der Lettischen Sozialdemokratischen Partei und 1906 Mitglied der Sozialdemokraten des Lettischen Gebiets. Er beteiligte sich an der Russischen Revolution 1905 bis 1907. In deren Folge verteidigte er als Anwalt vorwiegend verhaftete Revolutionäre.
Von 1911 bis 1914 schrieb Stučka Artikel für die bolschewistischen Zeitungen „Swesda“ (russ.: Звезда – "Stern") und „Prawda“ (russ.: Правда – "Wahrheit"). Er beteiligte sich aktiv an der Februarrevolution 1917 und wurde zum Führer der Bolschewiki in Lettland. Er begründete die Notwendigkeit der staatlichen Zusammenführung des autonomen Lettlands mit Russland.
Mit der Oktoberrevolution 1917 wurde Stučka erster Volkskommissar für Justiz.
Vom 15. Januar 1919 an war er Präsident der Lettischen Sowjetrepublik und schuf eine Verfassung nach dem Vorbild der RSFSR, mit der die Letten „in engstem brüderlichen Bündnis den gemeinsamen Kampf gegen die ausländischen Imperialisten“ führen sollten. Die kurze Zeit seiner Regierung zeichnete sich vor allem durch Terror gegen sogenannte Klassenfeinde aus. Stučka war als „der blutige Pēteris“ (lettisch: asiņainais Pēteris) bekannt. Aufgrund der katastrophalen Versorgungslage – es wurden Lebensmittel konfisziert und nach Russland geschickt – verlor er auch den Rückhalt bei den unteren Gesellschaftsschichten. Am 22. Mai 1919 floh er mit seiner Regierung aus Riga und kontrollierte nur noch ein kleines Gebiet in Lettgallen. Vom 6. März 1919 bis 13. Januar 1920 hatte er den Vorsitz der Lettischen Kommunistischen Partei inne. An diesem Tag trat die bereits aus Lettland vertriebene Räteregierung zurück. Damit war der Weg für einen Friedensvertrag zwischen der Sowjetunion und der Republik Lettland, dem späteren Frieden von Riga, frei.
1920 leitete er in Moskau die Herausgabe der ersten Enzyklopädie „Staat und Recht“.
Er beeinflusste maßgeblich die Ausarbeitung des Strafrechts, der Strafprozessordnung, des Arbeitsrechts und des Familienrechts in der UdSSR.
Vom Januar 1923 bis zu seinem Tod wirkte Stučka als erster Vorsitzender des Hohen Gerichts der UdSSR.
Nach dem Tod Stučkas wurde seine Urne an der Kremlmauer in Moskau beigesetzt.

## Namensgeber
- Ab 1958 trug die Universität Lettlands den Namen „Lettische Staatliche Pēteris-Stučka-Universität“.
- In Lettland trug die Stadt Aizkraukle bis 1990 den Namen „Stučka“. Im Zuge der Befreiung Lettlands von der Sowjetunion wurde sie am 25. September 1990 umbenannt.[2]
- In Riga wurde die Tērbatas iela nach Stučka umbenannt.
- In der DDR trug die 55. Polytechnische Oberschule in Rostock den Namen „Peter Stucka“.

Alle Benennungen nach Pēteris Stučka wurden im Zuge der Wiedergewinnung der lettischen Unabhängigkeit 1990/1991 rückgängig gemacht.